# كاري براتسيت
كاري براتسيت (بالنرويجية البوكمول: Kari Brattset Dale)‏ مواليد 15 فبراير 1991 في فريدريكستاد، هي لاعبة كرة يد نرويجية تلعب كمحور. مثلت منتخب النرويج لكرة اليد للسيدات.

## روابط خارجية
- كاري براتسيت على موقع الاتحاد الدولي لكرة اليد (الإنجليزية)
- كاري براتسيت على موقع الاتحاد الأوروبي لكرة اليد (الإنجليزية)
- كاري براتسيت على موقع الاتحاد النرويجي لكرة اليد (النرويجية)
- كاري براتسيت على موقع اللجنة الأولمبية الدولية (الإنجليزية)
- كاري براتسيت على موقع أوليمبيديا (الإنجليزية)